# Agonie (nouvelle)
Pour les articles homonymes, voir Agonie.
Agonie (Deathwatch) est une très courte nouvelle de science-fiction, écrite sur le registre dramatique, rédigée par Norman Spinrad et publiée en novembre 1965 dans le magazine Playboy.

## Publications et notoriété
La nouvelle a été publiée à une quinzaine de reprises dans des recueils de nouvelles de Spinrad ou des anthologies regroupant des auteurs distincts.
Elle est notamment parue aux États-Unis dans l'un des recueils les plus connus de Spinrad, The Last Hurrah of the Golden Horde.
Elle a été notamment publiée en France en 1979 dans le recueil Au cœur de l'orage, avec une traduction de Patrice Duvic.

## Résumé
Un vieil homme meurt et deux des plus proches membres de sa famille, âgés d'à peine une vingtaine d'années, sont près de son lit d'agonie. Certes, l'homme est âgé, mais comment les deux jeunes gens pourraient se consoler quand on aime cet homme depuis tant d'années ?
L'immortalité est devenue très commune, et la plupart des hommes sont désormais immortels, mais quand une petite minorité des humains restent mortels, ceux-ci décèdent, à la grande douleur de ceux qui leur survivent. Lui, qui meurt, n'a pas reçu le don d'immortalité. Les deux jeunes gens voient l'homme mourir : c'est leur fils, mortel, qui agonise, et ce sont eux, ses parents, qui sont restés jeunes physiquement car immortels.